# Landligger - Idyl - Vandgang
Landligger - Idyl - Vandgang (også kendt som Hvad Sivene hvisker om og Fy og Bi-film 04) er en dansk film fra 1922. Filmen er instrueret af Lau Lauritzen Sr. og med Carl Schenstrøm og Harald Madsen i hovedrollerne som Fyrtårnet og Bivognen.

## Medvirkende
- Carl Schenstrøm som Fyrtårnet
- Harald Madsen som Bivognen
- Hugo Bruun som Hr. Bruun
- Ruth Komdrup som Fru Bruun
- Marie Schmidt som Bedstemor
- Hans Egede Budtz som Hr. Grøn
- Gerda Madsen som Fru Grøn
- Georg Busch som Bedstefar
- Lauritz Olsen